# Fabio Vitaioli
Fabio Vitaioli (* 5. April 1984) ist ein san-marinesischer Fußballspieler.

## Karriere
Vitaioli spielte für diverse Clubs in San Marino und Italien, seit 2011 ist er bei SS Murata unter Vertrag. In der Nationalmannschaft wird er seit 2007 regelmäßig eingesetzt. Neben dem Fußball betreibt er eine Bar.